# Max Meixner
Max Meixner war ein deutsch-böhmischer Skispringer.

## Werdegang
Meixner stammte aus dem böhmischen Teil des Erzgebirges und wuchs in der Stadt Bärringen (Pernink) auf, wo seine Eltern an der Plattner Straße (heute Potocni 162) ein Haus besaßen. Sein Bruder war der Architekt Ernst Meisner, der die Pläne für die Ludwig-Schuhmann-Schanze in Bärringen entwarf, die ab 1935 als Großschanze genutzt wurde. Bereits frühzeitig kam dadurch Max Meixner mit dem Skispringen in Kontakt und nach entsprechendem Training erzielte er auf dieser Schanze selbst beachtliche Weiten.
1945 wurde er und seine Familie aus der Tschechoslowakei vertrieben. In Eilenburg fand er gemeinsam mit seinem Bruder Ernst Meixner eine neue Heimat. Hier wurde er Mitbegründer einer Sektion Ski im Deutschen Sportausschuss und übernahm dafür im Kreis Delitzsch den Sektionsvorsitz. Es gelang ihm, mehrere Einwohner aus Eilenburg und Wurzen für den Bau einer Schanze im Flachland zu begeistern. Die Baupläne dazu lieferte – wie zuvor in Bärringen – sein Bruder Ernst. Diese Schanze entstand in den Jahren 1950/51 in der Hohburger Bergen. Nur wenig später wurde auch in Eilenburg eine Schanze errichtet, deren Weihe am 9. November 1958 stattfand. Hier trainierten u. a. Joachim Petzold und Karsten Wießner als spätere Mitglieder der DDR-Nationalmannschaft.